# Bundesfachtagung Gewerberecht
Die Bundesfachtagung Gewerberecht ist eine jährliche Tagung zum Gewerberecht. Zu der mit den Jahren immer größer gewordenen Veranstaltung kommen regelmäßig  Mitarbeiter der deutschen Gewerbeämter, Vertreter von Bundes- und Landesministerien, aber auch Vertreter der Kriminalpolizei sowie von Verbänden des Reisegewerbes und der Privatwirtschaft (u. a. Vertreter von Wanderlagern und aus der  Versicherungswirtschaft) zusammen. Die in der Regel zweitägige Konferenz ist damit auch ein wichtiges Bindeglied zwischen Praxis und Politik und geschieht in enger Zusammenarbeit mit der Zeitschrift Gewerbe Archiv.

## Entstehung
Über ein im Internet seit 2005 existierendes Forum, das vor allem Mitarbeitern der deutschen Gewerbeämter offensteht, gab es vorab drei Jahre lang ein Forentreffen, aus dem heraus für die Zukunft eine feste jährliche Fachtagung beschlossen und organisiert wurde.
Aus diesem Grund wird die Abendveranstaltung der Konferenz auch immer noch als Forentreffen bezeichnet und mit einer um 'drei' höheren Ordnungszahl durchnummeriert.
Im Jahr 2020 musste die Veranstaltung pandemiebedingt ausfallen und bekommt keine eigene Ordnungsziffer.

## Bisherige Veranstaltungen
Die Regelungen sehen vor, dass bei den einzelnen Fachtagungen jedes Bundesland einmal durchlaufen werden soll.
Bislang fanden folgende Veranstaltungen statt:
1. Bundesfachtagung am 19. und 20. Oktober 2009: Handwerkskammer Halle (Saale), Sachsen-Anhalt
2. Bundesfachtagung am 5. und 6. Oktober 2010: Kulturzentrum PFL in Oldenburg, Niedersachsen
3. Bundesfachtagung am 19. und 20. September 2011: RuhrCongress in Bochum, Nordrhein-Westfalen[1]
4. Bundesfachtagung am 29. und 30. Oktober 2012: Hotel Kaiserin Augusta in Weimar, Thüringen
5. Bundesfachtagung am 21. und 22. Oktober 2013: Abacus Tierpark Hotel in Berlin, Berlin
6. Bundesfachtagung am 6. und 7. Oktober 2014: Stadthalle Wetzlar, Hessen
7. Bundesfachtagung am 10. und 11. November 2015: Dreikönigskirche in Dresden, Sachsen
8. Bundesfachtagung am 7. und 8. November 2016: Hotel Neptun in Rostock-Warnemünde, Mecklenburg-Vorpommern
9. Bundesfachtagung am 6. und 7. November 2017: Mercure Hotel Saarbrücken Süd, Saarbrücken, Saarland
10. Bundesfachtagung am 18. und 19. Oktober 2018: Kongresshotel Potsdam, Brandenburg
11. Bundesfachtagung am 17. und 18. Oktober 2019: Aula der Deutschen Universität in Speyer, Rheinland-Pfalz
12. Bundesfachtagung am 6. und 7. Dezember 2021: Gastwerk Hotel Hamburg, Hamburg
13. Bundesfachtagung am 24. und 25. Oktober 2022, im Steigenberger Inselhotel, Konstanz, Baden-Württemberg
14. Bundesfachtagung am 19. und 20. Oktober 2023, Hotel Radison, Lübeck, Schleswig-Holstein

## Weblink
- Informationsplattform der Bundesfachtagung Gewerberecht